# Epiplema arizana
Epiplema arizana är en fjärilsart som beskrevs av Matsumura 1931. Epiplema arizana ingår i släktet Epiplema och familjen Uraniidae. Inga underarter finns listade i Catalogue of Life.